# 1931 في المملكة المتحدة
فيما يلي قوائم الأحداث التي وقعت خلال عام 1931 في المملكة المتحدة.

## سياسة

### تعيين في المنصب
- 25 أغسطس – صمويل هور Secretary of State for India [الإنجليزية]‏.
- 25 أغسطس – نيفيل تشامبرلين Secretary of State for Health and Social Care [الإنجليزية]‏،مستشار الخزانة.
- 25 أغسطس – هوارد كينغسلي وود Postmaster General of the United Kingdom [الإنجليزية]‏.
- 26 أغسطس – هربرت صموئيل وزير الدولة للشؤون الداخلية [الإنجليزية]‏.
- 28 أغسطس – آرثر هندرسون زعيم حزب العمال،زعيم معارضة، زعيم حزب العمال.

### انتهاء فترة المنصب
- 24 أغسطس – آرثر هندرسون وزير الدولة للشؤون الخارجية وشؤون الكومنولث [الإنجليزية]‏.
- 24 أغسطس – ستانلي بلدوين زعيم معارضة.
- 24 أغسطس – سيدني ويب وزارة المستعمرات في بريطانيا.
- 24 أغسطس – مارغريت بوندفيلد وزير الدولة لشؤون العمل والمعاشات [الإنجليزية]‏.
- 24 أغسطس – وليم آدمسون وزير الدولة لشؤون اسكتلندا [الإنجليزية]‏.
- 1 سبتمبر – رامزي ماكدونالد زعيم حزب العمال.
- 5 نوفمبر – نيفيل تشامبرلين Secretary of State for Health and Social Care [الإنجليزية]‏.

## رياضة
- 1 يناير – بطولة ويمبلدون 1931

## ظهور
- 1 يناير – عالم جديد شجاع كتاب من تأليف ألدوس هكسلي.

## أفلام
من الأفلام التي صدرت هذه السنة في المملكة المتحدة:
- 1 يناير – ادعاء المتهم من إخراج Leslie S. Hiscott [الإنجليزية]‏.
- 1 يناير – القهوة السوداء من إخراج Leslie S. Hiscott [الإنجليزية]‏.

## كتب
من الكتب التي صدرت هذه السنة في المملكة المتحدة:
- 1 يناير – الأمواج من تأليف فرجينيا وولف.
- 1 يناير – الفاتح من تأليف جورجيت هاير.
- 1 يناير – لغز سيتافورد من تأليف أجاثا كريستي.

## مواليد

### يناير
- 29 يناير – كارل دالاس

### فبراير
- 14 فبراير – جوناثان آدامز
- 15 فبراير – كلير بلوم
- 15 فبراير – كين جونسون لاعب كرة قدم بريطاني.
- 16 فبراير – بوبي كولنز لاعب كرة قدم اسكتلندي.

### أبريل
- 24 أبريل – بريجيت رايلي رسامة بريطانية.
- 29 أبريل – لوني دونيغان

### مايو
- 19 مايو – بوب أندرسون

### يونيو
- 3 يونيو – أنثوني هارفي مخرج بريطاني.
- 26 يونيو – كولن ولسن كاتب إنجليزي.

### يوليو
- 2 يوليو – فرانك وليامز ممثل من المملكة المتحدة.
- 4 يوليو – ستيفن بويد ممثل أمريكي.
- 4 يوليو – لوري درنغ
- 12 يوليو – إريك آيفيس مؤرخ بريطاني.

### أغسطس
- 8 أغسطس – روجر بنروز
- 15 أغسطس – باول مكدويل ممثل من المملكة المتحدة.

### سبتمبر
- 12 سبتمبر – إيان هولم ممثل بريطاني.
- 24 سبتمبر – مايك باركس

### أكتوبر
- 3 أكتوبر – بيتر ويلان كاتب مسرحي من المملكة المتحدة.
- 3 أكتوبر – راي ديفيز لاعب كرة قدم من المملكة المتحدة.
- 4 أكتوبر – ستان بريتين درّاج طريق من المملكة المتحدة.
- 19 أكتوبر – جون لو كاريه روائي بريطاني.
- 23 أكتوبر – ديانا دورس

### نوفمبر
- 6 نوفمبر – بيتر كولينز
- 8 نوفمبر – جيم ريدمان متسابق دراجات نارية زيمبابوي.

### ديسمبر
- 10 ديسمبر – هاري غوردون لاعب كرة قدم اسكتلندي.
- 27 ديسمبر – جون تشارلز لاعب كرة قدم ويلزي.

## وفيات

### يناير
- 4 يناير – لويز، أميرة ملكية (مواليد 1867)

### فبراير
- 11 فبراير – تشارلز ألجرنون بارسونز (مواليد 1854)

### مارس
- 14 مارس – سبنسر لي مارشنت مور (مواليد 1850) عالم نبات بريطاني.
- 24 مارس – جون ميليه (مواليد 1865)
- 27 مارس – أرنولد بينيت (مواليد 1867)

### أبريل
- 27 أبريل – بايروم برامويل (مواليد 1847)

### يونيو
- 9 يونيو – وليام فريدريك دينينغ (مواليد 1848) عالم فلك من المملكة المتحدة.

### يوليو
- 17 يوليو – وليام ليثابي (مواليد 1857)
- 20 يوليو – هربرت باديلي (مواليد 1872)

### أغسطس
- 31 أغسطس – هول كين (مواليد 1853)

### سبتمبر
- 10 سبتمبر – جيم سميث (مواليد 1863)

### أكتوبر
- 2 أكتوبر – توماس ليبتون (مواليد 1848)

### ديسمبر
- 29 ديسمبر – ستانلي لين بول (مواليد 1854)